# Мичурино (Ошская область)
Мичурино (кирг. Мичурин) — село в Узгенском районе Ошской области Кыргызстана. Входит в состав Ден-Булакского аильного округа. Код СОАТЕ — 41706  255 817 07 0

## Население
По данным переписи 2023 года, в селе проживало 310 человек.